# Atrápalo
Atrápalo és una empresa catalana de viatges i oci fundada l'any 2.000. Té la seu a Barcelona amb una plantilla de 400 persones repartides entre els principals països en els quals opera.
El 31 de Maig de l'any 2.000 va començar amb una ronda inicial de 360.000 euros provinents de socis particulars i business angels. L'empresa va intentar obrir mercat a Itàlia i després de sis anys va haver de tancar. Tampoc els va funcionar França i Brasil. Atrápalo té presència a Espanya, Xile, Colòmbia, Perú, Panamà, Costa Rica, Guatemala, l'Argentina i Mèxic. L'any 2017 va obtenir una facturació de 335 milions d'euros i 8 milions d'usuaris. El 2018 va obtenir 340 milions.
La companyia va tenir una disputa legal amb l'aerolínia irlandesa Ryanair, quan aquesta va acusar el portal de viatges de pràctiques il·legals l'any 2008. El Tribunal Suprem va condemnar a Ryanair a indemnitzar amb 40.000 euros a Atrápalo.
Atrápalo ofereix productes per gaudir de el temps lliure: viatges, vols, amb 30.000 destins i comercialitza 500 aerolínies, vacances, escapades, vols + hotel amb un portafoli de 450.000 hotels repartits per 175 països. També ven entrades d'espectacles amb 10.000 esdeveniments publicats a l'any, activitats amb 10.500 ofertes d'activitats, lloguer de cotxes i creuers de 13 navilieres. També inclouen serveis de viatges per a empreses.